# Tlogotuwung
Tlogotuwung is een bestuurslaag in het regentschap Blora van de provincie Midden-Java, Indonesië. Tlogotuwung telt 1082 inwoners (volkstelling 2010).